# Fletcherea gemmella
Fletcherea gemmella är en fjärilsart som beskrevs av Saalmüller 1891. Fletcherea gemmella ingår i släktet Fletcherea och familjen nattflyn. Inga underarter finns listade i Catalogue of Life.